# Blépharostat

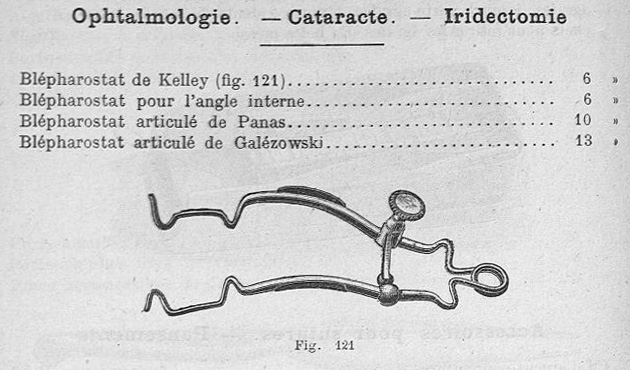
Schéma d'un blépharostat de Kelley, planche tirée de Instruments et appareils de l'art médical, circa 1900.

Un blépharostat est un appareil médical utilisé en ophtalmologie humaine et vétérinaire. Il s'agit d'une sorte de pince dont l'utilité est de garder l'œil ouvert pendant une intervention médicale : chirurgie, examen ophtalmologique, injection intravitréenne, etc.
Les branches latérales du blépharostat sont conçues de façon à se glisser sous les paupières inférieure et supérieure, après quoi l'instrument est maintenu en position ouverte par le praticien en l'adaptant à la morphologie du patient ou de l'animal.

## Dans la culture populaire
Une célèbre scène du film Orange mécanique (1971) montre le protagoniste, Alex, subissant des séances de thérapie par aversion : attaché à un fauteuil, les yeux maintenus ouverts à l'aide de deux blépharostats, il est contraint de regarder des scènes filmées de violence et de sexe.